# Vítor Pereira Crespo
Vítor Pereira Crespo (ur. 2 grudnia 1932 w Milagres w Leirii, zm. 30 września 2014) – portugalski polityk, chemik i nauczyciel akademicki, działacz Partii Socjaldemokratycznej, parlamentarzysta i minister, od 1987 do 1991 przewodniczący Zgromadzenia Republiki.

## Życiorys
Absolwent fizyki i chemii na Uniwersytecie w Coimbrze. Doktoryzował się w 1962 na Uniwersytecie Kalifornijskim w Berkeley, jak również w tym samym roku na macierzystej uczelni. Od 1956 zawodowo związany z Uniwersytetem w Coimbrze, kolejne stanowiska profesorskie obejmował w 1966 i 1968. Na przełomie lat 60. i 70. przebywał w Mozambiku, gdzie pracował na Universidade Lourenço Marques. Był m.in. prorektorem (1968–1970) i rektorem (1970–1972) tej uczelni. W drugiej połowie lat 90. był profesorem na Universidade Lusófona de Humanidades e Tecnologias, a także przewodniczącym rady głównej uniwersytetu.
W latach 1972–1974 zajmował dyrektorskie stanowiska w resorcie edukacji. W okresie przemian politycznych dołączył do Partii Socjaldemokratycznej. Od 1979 był wybierany na posła do Zgromadzenia Republiki, po raz ostatni w 1991 na VI kadencję. Wchodził w skład VI, VII i VIII rządu. Od 1980 do 1981 był ministrem edukacji i nauki, następnie do 1982 ministrem edukacji i szkolnictwa wyższego. W latach 1984–1985 pełnił funkcję ambasadora Portugalii przy UNESCO w Paryżu. W latach 1987–1991 sprawował urząd przewodniczącego Zgromadzenia Republiki V kadencji.

## Odznaczenia
- Wielki Oficer Orderu Edukacji Publicznej (Portugalia, 1972)[1]
- Krzyż Wielki Orderu Infanta Henryka (Portugalia, 1981)[1]
- Krzyż Wielki Orderu Chrystusa (Portugalia, 1993)[1]
- Krzyż Wielki Order Oranje-Nassau (Holandia, 1992)[2]
- Krzyż Wielki Order Izabeli Katolickiej (Hiszpania, 1993)[2]